# Diocesi di Toledo (Stati Uniti d'America)
La diocesi di Toledo (in latino: Dioecesis Toletana in America) è una sede della Chiesa cattolica negli Stati Uniti d'America suffraganea dell'arcidiocesi di Cincinnati. Nel 2022 contava 333.117 battezzati su 1.461.100 abitanti. È retta dal vescovo Daniel Edward Thomas.

## Territorio

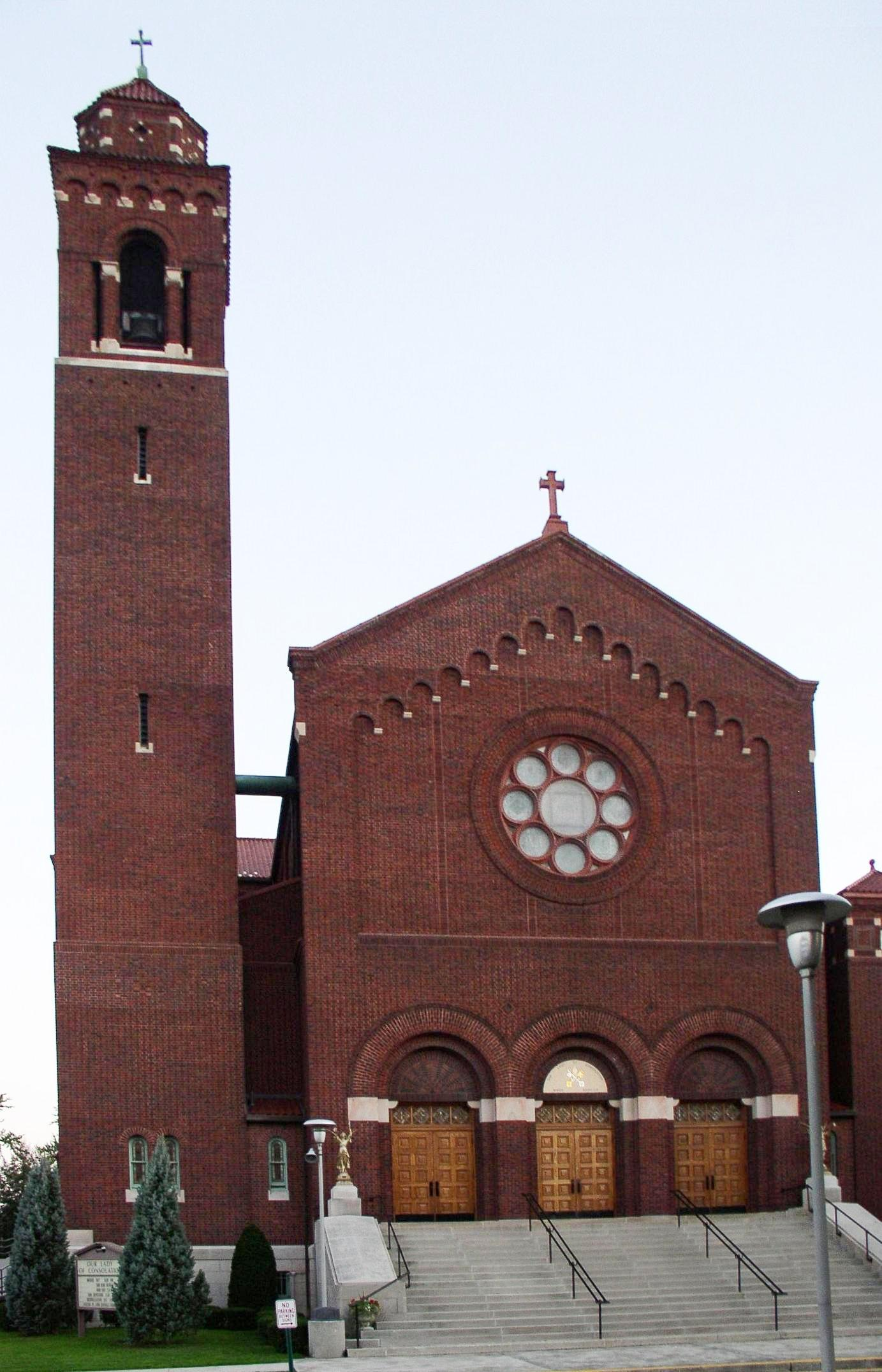
La basilica minore e santuario nazionale di Nostra Signora della Consolazione a Carey.

La diocesi comprende 19 contee dell'Ohio, negli Stati Uniti d'America: Allen, Crawford, Defiance, Erie, Fulton, Hancock, Henry, Huron, Lucas, Ottawa, Paulding, Putnam, Richland, Sandusky, Seneca, Van Wert, Williams, Wood e Wyandot.
Sede vescovile è la città di Toledo (Ohio), dove si trova la cattedrale di Nostra Signora, Regina del Santo Rosario (Our Lady, Queen of the Most Holy Rosary Cathedral). A Carey sorge la basilica minore e santuario nazionale di Nostra Signora della Consolazione (Basilica and National Shrine of Our Lady of Consolation)
Il territorio si estende su 21.290 km² ed è suddiviso in 122 parrocchie.

## Storia
La diocesi è stata eretta il 15 aprile 1910, ricavandone il territorio dalla diocesi di Cleveland.
Il 12 giugno 1922 ha ampliato il proprio territorio con le contee di Erie, Huron e Richland già appartenute alla stessa diocesi di Cleveland.

## Cronotassi dei vescovi
Si omettono i periodi di sede vacante non superiori ai 2 anni o non storicamente accertati.
- Joseph Schrembs † (11 agosto 1911 - 16 giugno 1921 nominato vescovo di Cleveland)
- Samuel Alphonsius Stritch † (10 agosto 1921 - 26 agosto 1930 nominato arcivescovo di Milwaukee)
- Karl Joseph Alter † (17 aprile 1931 - 14 giugno 1950 nominato arcivescovo di Cincinnati)
- George John Rehring † (18 luglio 1950 - 25 febbraio 1967 dimesso[2])
- John Anthony Donovan † (25 febbraio 1967 - 29 luglio 1980 dimesso)
- James Robert Hoffman † (16 dicembre 1980 - 8 febbraio 2003 deceduto)
- Leonard Paul Blair (7 ottobre 2003 - 29 ottobre 2013 nominato arcivescovo di Hartford)
- Daniel Edward Thomas, dal 26 agosto 2014

## Statistiche
La diocesi nel 2022 su una popolazione di 1.461.100 persone contava 333.117 battezzati, corrispondenti al 22,8% del totale.
| anno | popolazione | popolazione | popolazione | presbiteri | presbiteri | presbiteri | presbiteri                | diaconi | religiosi | religiosi | parrocchie |
| anno | battezzati  | totale      | %           | numero     | secolari   | regolari   | battezzati per presbitero | diaconi | uomini    | donne     | parrocchie |
| ---- | ----------- | ----------- | ----------- | ---------- | ---------- | ---------- | ------------------------- | ------- | --------- | --------- | ---------- |
| 1950 | 210.000     | 1.100.000   | 19,1        | 331        | 260        | 71         | 634                       |         | 71        | 1.454     | 155        |
| 1966 | 292.604     | 1.379.712   | 21,2        | 386        | 265        | 121        | 758                       |         | 70        | 1.431     | 161        |
| 1968 | 323.480     | 1.452.801   | 22,3        | 411        | 286        | 125        | 787                       |         | 142       | 1.859     | 144        |
| 1976 | 337.612     | 1.443.318   | 23,4        | 413        | 286        | 127        | 817                       | 32      | 152       | 1.735     | 165        |
| 1980 | 347.594     | 1.438.800   | 24,2        | 359        | 252        | 107        | 968                       | 88      | 139       | 1.270     | 166        |
| 1990 | 329.902     | 1.472.300   | 22,4        | 279        | 212        | 67         | 1.182                     | 169     | 77        | 1.031     | 165        |
| 1999 | 322.938     | 1.402.733   | 23,0        | 266        | 213        | 53         | 1.214                     | 207     | 7         | 764       | 163        |
| 2000 | 336.089     | 1.478.532   | 22,7        | 277        | 219        | 58         | 1.213                     | 198     | 70        | 659       | 154        |
| 2001 | 325.974     | 1.478.532   | 22,0        | 258        | 205        | 53         | 1.263                     | 203     | 63        | 752       | 161        |
| 2002 | 315.788     | 1.489.769   | 21,2        | 265        | 210        | 55         | 1.191                     | 238     | 61        | 706       | 161        |
| 2003 | 313.189     | 1.489.769   | 21,0        | 253        | 198        | 55         | 1.237                     | 195     | 61        | 684       | 161        |
| 2004 | 298.069     | 1.489.769   | 20,0        | 252        | 198        | 54         | 1.182                     | 191     | 59        | 671       | 159        |
| 2010 | 321.516     | 1.461.436   | 22,0        | 220        | 183        | 37         | 1.461                     | 187     | 45        | 518       | 128        |
| 2014 | 329.000     | 1.513.000   | 21,7        | 199        | 168        | 31         | 1.653                     | 189     | 53        | 450       | 124        |
| 2017 | 328.502     | 1.447.263   | 22,7        | 192        | 148        | 44         | 1.710                     | 166     | 55        | 415       | 123        |
| 2020 | 333.620     | 1.463.300   | 22,8        | 190        | 144        | 46         | 1.755                     | 171     | 56        | 400       | 122        |
| 2022 | 333.117     | 1.461.100   | 22,8        | 181        | 149        | 32         | 1.840                     | 109     | 37        | 351       | 122        |

## Istituti religiosi presenti in diocesi
Nel 2021 contavano case in diocesi i seguenti istituti religiosi:
maschili
- Compagnia di Gesù
- Congregazione del Santissimo Redentore
- Missionari del Preziosissimo Sangue
- Oblati di San Francesco di Sales
- Ordine dei frati minori conventuali

femminili
- Ordine della Visitazione di Santa Maria
- Piccole sorelle dei poveri
- Suore del Preziosissimo Sangue
- Suore della misericordia delle Americhe
- Suore di Nostra Signora
- Suore francescane della penitenza e della carità
- Suore francescane di Nostra Signora di Lourdes
- Suore orsoline del Sacro Cuore